# Hlupice
Hlupice jsou malá vesnice a část obce Lovečkovice v okresu Litoměřice. Nachází se 3,2 kilometru západně od Lovečkovic. Hlupice leží ve stejnojmenném katastrálním území o výměře 1,57 km².

## Název
Název vesnice je odvozen z osobního jména Hlúp ve významu ves lidí Hlúpových, které vzniklo ze staročeského přídavného jména hlúpý, tj. hloupý, nerozumný, prostý. V historických pramenech se název vsi objevuje ve tvarech: in Hlupiczich (1407), hlupicze (1549), Luppicze (1654), Lupitz (1720), Luppitz, Lupice a Hlupece (1833) nebo úředně Hlupice a německy Luppitz (1854).

## Historie
První písemná zmínka o vesnici pochází z roku 1407.

## Obyvatelstvo
|           | 1869 | 1880 | 1890 | 1900 | 1910 | 1921 | 1930 | 1950 | 1961 | 1970 | 1980 | 1991 | 2001 | 2011 | 2021 |
| --------- | ---- | ---- | ---- | ---- | ---- | ---- | ---- | ---- | ---- | ---- | ---- | ---- | ---- | ---- | ---- |
| Obyvatelé | 97   | 89   | 88   | 91   | 94   | 86   | 95   | 43   | —    | —    | —    | —    | 2    | —    | 9    |
| Domy      | 16   | 17   | 19   | 19   | 19   | 19   | 19   | 10   | —    | —    | —    | —    | 3    | 2    | 11   |